# Toa Payoh
 (juin 2020).

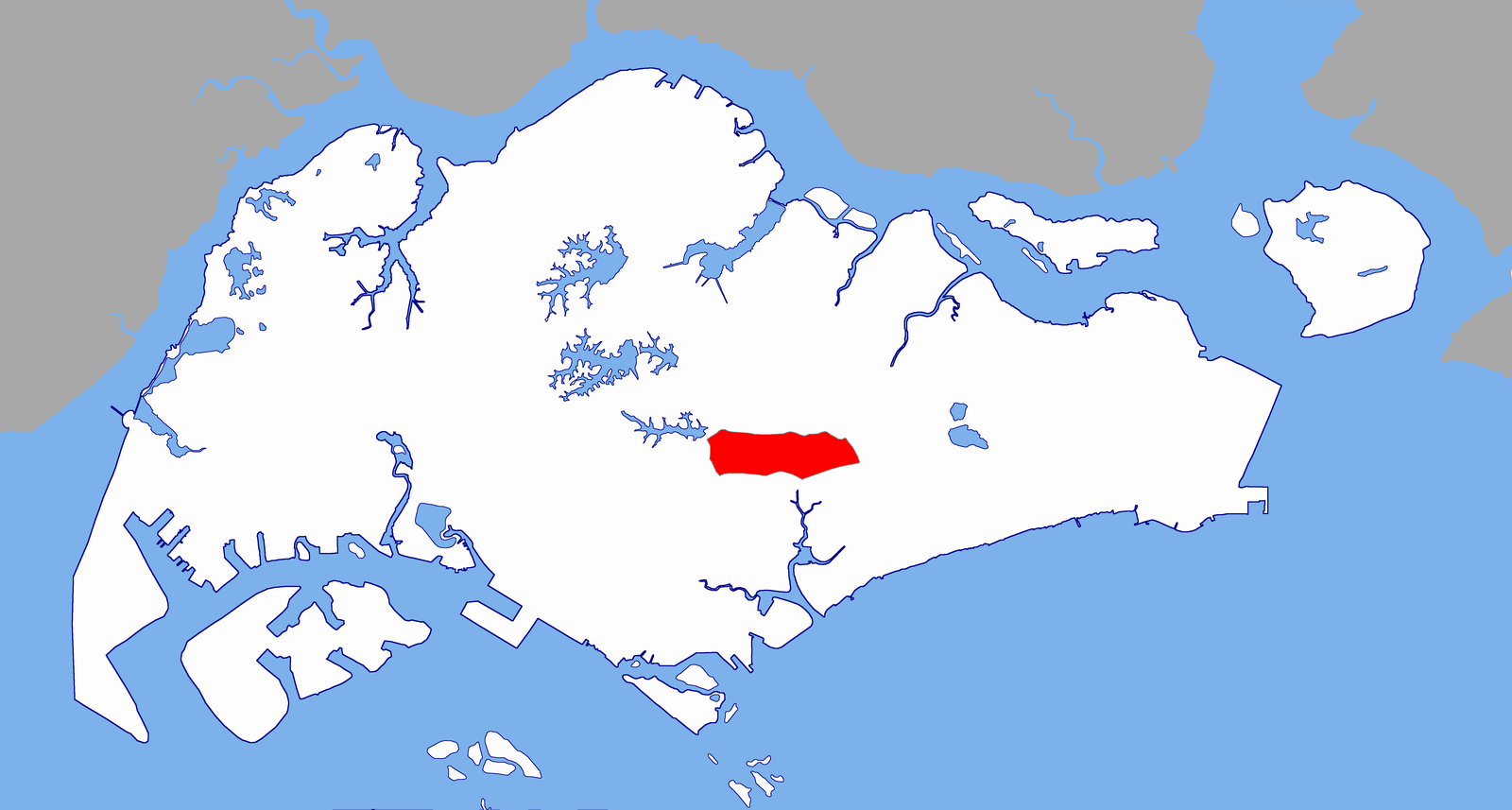
Situation de Toa Payoh à Singapour.

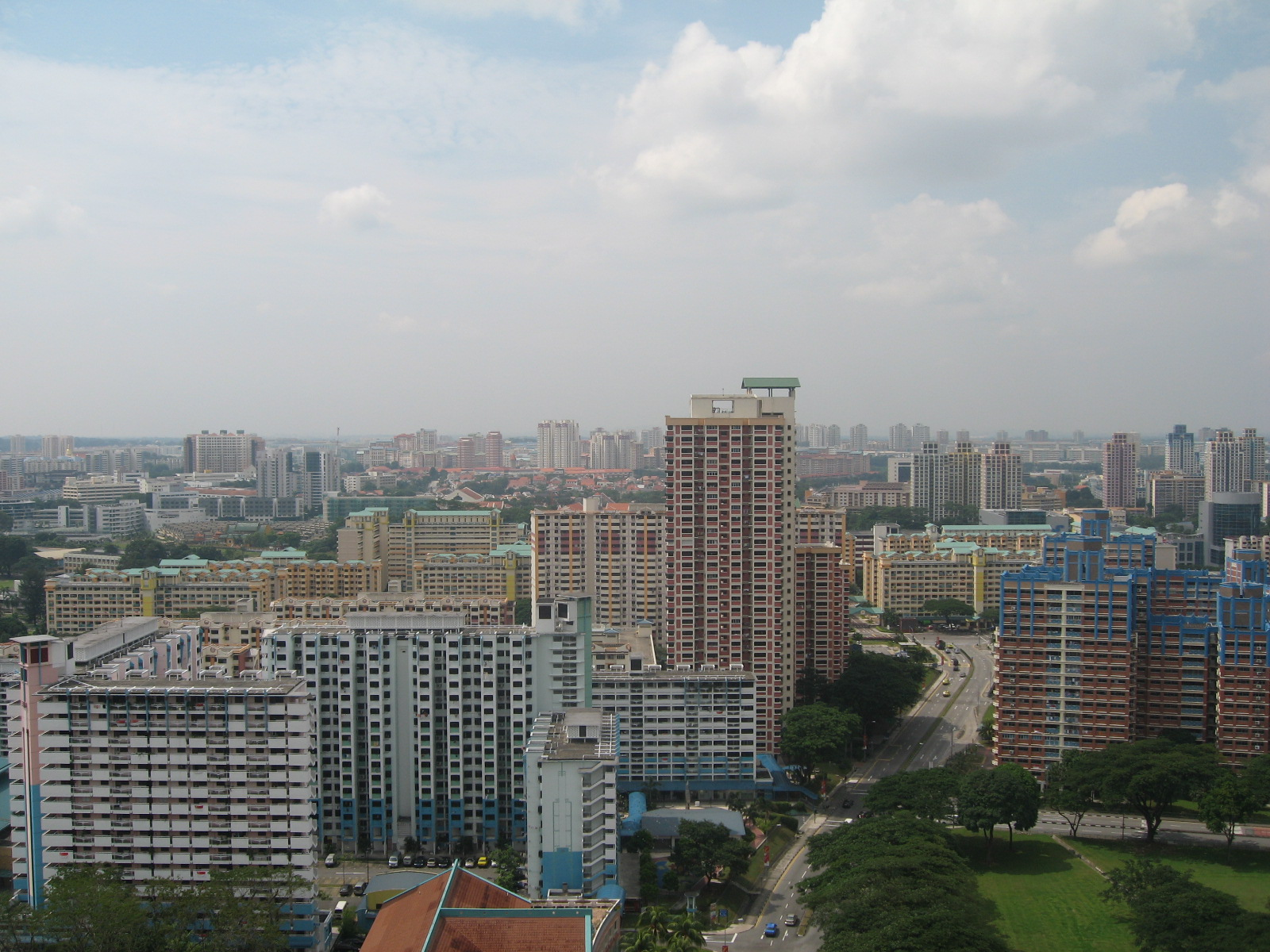
Vue de Toa Payoh (2006).

Toa Payoh est une zone de développement urbain situé dans la Région centrale de Singapour. Elle s'entend sur 8,17 km2 et comptait 120 650 habitants en 2019.
Ce terme renvoie régulièrement à un ensemble de maisons nommé Toa Payoh New Town, l'un des premiers ensembles de logements sociaux construit en banlieue de Singapour par le Housing and Development Board.